# Latastia ornata
Latastia ornata — вид ящірок родини ящіркових (Lacertidae). Ендемік Гвінеї-Бісау.

## Поширення і екологія
Latastia ornata відомі за типовим зразком, зібраним у 1938 році в околицях міста Бафата. Вони живуть в рідколіссях і саванах.